# Тарпа
Тарпа (мађ. Tarpa) је град у жупанији Саболч-Сатмар-Берег, у региону Северне Велике равнице у источној Мађарској.

## Географија
Покрива површину од 4.973 km2 (1.920 sq mi) и има популацију од 2.322 становника (2015).

## Историја
Име насеља Тарпа се први пут у писаном облику помиње 1299. године као Тарпа, затим је 1321. написано као Тхорпа, 1332. као Цорпа, Торпа. У то време је већ стајала црква која носи име Светог Андреја. У 13. веку село је већ било насељено породицом Тарпаи. У регистру папске десетине из 1333. место се називало Торпа. У средњем веку насеље неправилног тлоцрта већ је имало статус трговишта. Принц Габор Бетлен је 1. марта 1626. дао насељу повељу, која је обезбедила слободну трговину и потпуно ослобођење од царина широм земље. Године 1665. добила је право да одржи национални вашар од краља Леополда I.

## Становништво
У 2011. години, Тарпа је и даље имала 2.096 становника, да би се почетком 2016. године повећало на 2.456 становника. Међу разлозима за то је углавном кретање становништва са друге стране украјинско-мађарске границе.
Године 2001. 91% становништва насеља се изјаснило као Мађари, 9% Роми.
Током пописа из 2011. године, 88% становника се изјаснило као Мађари, 13,2% као Цигани, а 1,1% као Украјинци (12% се није изјаснило; због двојног идентитета, укупан број може бити већи од 100%). Верска дистрибуција је била следећа: римокатолици 4,7%, реформатори 71,8%, гркокатолици 1,9%, неденоминациони 2,8% (17,1% није одговорило).